# ジアジリン

一般的なジアジリン

ジアジリン(Diazirine)は、お互いに二重結合で結ばれた窒素原子に炭素原子が結合し、シクロプロペン様の環を作る構造を持つ有機化合物の分類である。主にカルベン前駆体としてや、核酸やタンパク質の光親和性ラベリングの研究に用いられている。

## 反応

ジアジリンは、紫外線によって分解する。

ジアリジンは、光の存在下では不安定で、光分解で崩壊し、対応するカルベンと窒素ガスに分解する。この反応は、熱的にも発生する。

## 合成
ジアリジンは、グラハム反応によって、対応するアミジンから、またはジアジリジンの酸化によって合成される。